# Berosus metalliceps
Berosus metalliceps är en skalbaggsart som beskrevs av Sharp 1882. Berosus metalliceps ingår i släktet Berosus och familjen palpbaggar. Inga underarter finns listade i Catalogue of Life.